# Erhardt Güttgemanns
Erhardt Güttgemanns (* 6. März 1935; † 15. Januar 2008) war ein deutscher evangelischer Theologe und Semiotiker. Er gilt als Begründer der semiotischen Exegese im deutschsprachigen Raum.

## Leben
Güttgemanns studierte Evangelische Theologie in Wuppertal, Göttingen und Bonn und schloss sein Studium 1963 ab. Ab 1967 beschäftigte er sich mit Sprach- und Literaturwissenschaften und begründete eine textgrammatische Schule biblischer Exegese. Güttgemanns entwickelte am Beispiel neutestamentlicher Gleichnisse das Konzept einer generativen Poetik. Anhand der Sprachform der Gleichnisse wies er eine didaktisch-pragmatische Ausrichtung nach, wovon er als Hauptanliegen der Auslegung die Entwicklung eines neuen Gleichnistexts ableitete, der unter veränderten Bedingungen die gleiche Wirkung erzielt wie der ursprüngliche Text. 1970 erlangte Güttgemanns den Grad des Dr. habil. und begann mit der Herausgeberschaft der Zeitschrift Linguistica Biblica. Ab 1972 war er außerdem Herausgeber der Reihe Forum Theologiae Linguisticae. 1973 wurde er Dozent an der Rheinische Friedrich-Wilhelms-Universität Bonn. 1980 wurde er zum Professor für neutestamentliche Exegese ernannt und zum Beirat für Religionswissenschaften der Deutschen Gesellschaft für Semiotik gewählt.

## Schriften (Auswahl)
- Fragmenta semiotico-hermeneutica, Bonn 1983.
- Candid questions concerning gospel form criticism, Pittsburgh/Penns. 1979.
- Einführung in die Linguistik für Textwissenschaftler, Bonn 1978.
- Studia linguistica neotestamentica, München 1971.
- Offene Fragen zur Formgeschichte des Evangeliums, München 1970.
- Recht und Gnade als göttliche "Hypostasen" in rabbinischer Haggada, Bonn 1970.
- Der leidende Apostel und sein Herr, Göttingen 1966.
- Die Leiden des Apostels als Merkmal paulinischer Christologie, 1963.